# Célestin Dubois
Célestin Dubois, né le 29 juin 1895 à Martizay dans l'Indre et mort le 15 décembre 1977 à Rouen, est un homme politique français.

## Biographie
Célestin Dubois, secrétaire fédéral du Parti communiste, est élu conseiller général de la Seine-Maritime dans le canton de Sotteville-lès-Rouen en 1945 en battant Jean Morisse au second tour.

## Détail des fonctions et des mandats
Mandat parlementaire
- 8 décembre 1946 - 7 novembre 1948 : Sénateur de la Seine-Maritime